# 普通DISCO
普通DISCO是中国词曲作家ilem提供的歌曲，演唱部分拥有Vocaloid版本和中国職業歌手三無Marblue演唱的版本為主，但也有多種翻唱與重製。

## 背景與製作、走紅
普通DISCO的创作灵感是ilem在上机械学基础课时，老师说道普通螺钉是整个课程最重要的工件，ilem感觉这关系很有反差，便以为契机写下此曲。
最早的文字版音乐视频发布于2015年3月21日。Vocaloid版本的合唱人声是使用洛天依和言和的Vocaloid歌声库合成，後來，作为单曲以「洛天依」和「言和」的名义发行于2016年1月7日；B站人氣博主三無Marblue則是公認的人聲基礎版本，她早期也常與ilem合作，不過演唱的版本尚未发行，僅發布於網路。Vocaloid版本的音乐视频在2020年2月19日播放量达到一千万，获得在中文Vocaloid社区中的高荣誉“Vocaloid神话曲”。因其多次成为中国大陆互联网热议话题，被新闻媒体宣传为“二次元神曲”。

## 翻唱
2015年11月15日，X玖少年團的主唱赵磊作为选手在浙江卫视节目《燃烧吧少年》中翻唱了此曲，同时，中国歌手李宇春在节目中担任评委。
之后，李宇春在2016年湖南卫视跨年演唱会上翻唱了此曲，紧接着作为单曲发行于2016年1月3日，并登上酷狗音乐“华语新歌榜”榜首。同年五月，唐琳璐將其翻唱並製作錄影帶，雖然個人風格強烈，但使本來只有文字MV配插圖的歌曲擁有了真人錄像。2018年1月18日，中国歌手汪峰在《歌手2018》的第二期中翻唱了此歌曲。